# Основные понятия в каббале
Большая часть понятий в Каббале используется в книгах «Зоар» (ивр. זוֹהַר — «Сияние») и «Сефер Йецира» («Книге Творения»), некоторые из них образовались позже.

## Эйн Соф
Эйн Соф (Эн Соф) (ивр. אֵין סוֹף‎ — «бесконечность») — в Каббале обозначение Бога, отражающее его мистичность и непознаваемость вне связи с миром. Прочие имена Бога выражают его отношение с сотворённым миром. Термин Эйн Соф появляется среди иудеев Прованса в XIII веке, и его авторство приписывается Исааку Слепому. Некоторые черты Эйн Соф сближают его с Единым неоплатоников. Подобно ему оно способно эманировать, испуская из себя сфирот. Символ олицетворяет «Эйн Соф», беспредельность Бога, существовавшего, как считают каббалисты, до сотворения мира — непостижимое ничто — и затем явившего себя как Бог-Творец (Элохим). Эйн Соф символизирует источник света Божьего.

## Цимцум
Самое ясное определение цимцум (ивр. צִמצוּם‎, — «сокращение», «сжатие») можно найти в трудах раби Ицхака Лурии (1534—1572), известного как Ари, возглавившего закрытую школу Каббалы. «Эц Хаим» («Древо Жизни») описывает этот процесс следующим образом:
«Прежде чем были сотворены все вещи… Божественный Свет был простым, и он заполнял всё бытиё. Не было никакой пустоты…
Когда Его Воля решила сотворить все вселенные… Он сжал этот Свет со всех сторон… оставив свободное пространство… Это пространство было совершенно круглое…
После того как произошло это сжатие… возникло место, в котором можно было сотворить всё сущее…
Затем Он испустил нить Бесконечного Света… и заполнил им эту пустоту… Именно благодаря этому лучу Бесконечный Свет спустился вниз…».
Всевышний сначала «сократил» свой Свет и образовал пустоту, в которой могло совершиться творение. Чтобы его творящая сила проникла в это пространство, он испустил в него «нить» своего Света. Именно благодаря этой «нити» и произошло всё творение.
Согласно учению Лурии, вслед за цимцум совершился процесс божественной эманации: Бог наполнил Божественным Светом сосуды, таким образом удерживая Свет бытия посреди новообразованной пустоты в своём центре. Однако этот процесс завершился неудачей. Сосуды разрушились, и большая часть Света вернулась к Богу. Лишь некоторые искры Света остались в обломках сосудов. Таким образом, Бог в каком-то смысле пребывает «в изгнании из Самого Себя».

## Адам Кадмон
(ивр. אָדָם קַדמוֹן‎ — «первоначальный человек») — название высшего из пяти духовных миров, созданных после процесса Цимцум Алеф (Первого сокращения).

## Адам Ришон
(ивр. אָדָם רִאשוֹן‎ — «первый человек») — общее, совокупное творение, являющееся прообразом человека в материальном мире.

## Швират ха-келим
(ивр. שבירת הכלים‎ — «разбиение сосудов») — предшествующая появлению мира космическая катастрофа.

## Тиккун
(ивр. תִיקוּן‎ — «исправление») — процесс исправления мира, потерявшего свою гармонию в результате швират келим. Гмар тиккун («конечное исправление») — конечное состояние всего мироздания, когда самая низшая точка творения достигает того же состояния, что и самая высшая. Полное исправление своих свойств и полное слияние с творцом.

## Свет
Свет (ивр. אוֹר‎ [ор]) — созидающее, оживляющее, наполняющее и исправляющее действие, исходящее из сущности творца. Ощущается творением как наслаждение.
Ор («свет) и кли (ивр. כלי‎ , сосуд») — мужской и женский аспект действия, корень которого — взаимодействие творца и творения. Это взаимодействие раскрывается через множество образов: свет и сосуд, наслаждение и желание, дух и материя, мужское и женское начало, Зеир Анпин (Тиферет) и Малхут (Шхина).
Различение светов в Каббале:
- ор яшар — прямой свет
- ор хозэр — отражённый свет
- ор макиф — внешний свет
- ор пними — внутренний свет
- ор эйн соф — свет бесконечности — действие (наслаждение), высшая мысль, замысел насладить творения без какого-либо облачения, ограничения. Однородный свет безграничных свойств, из которого получающий выделяет в своём восприятии свойства, подобные своим.

## Строение миров
Между миром Бесконечности (олам Эйн Соф) и сознанием человека в начале его развития лежат 5 «духовных миров» (оламот, от алама — скрытие) — 5 степеней скрытия, наполняемых 5 видами света.
| Мир (олам)                                   | Наполняющий свет (ор) |
| -------------------------------------------- | --------------------- |
| олам Адам Кадмон (ивр. אדם קדמון‎)            | ор йехида             |
| олам Ацилут (ивр. עולם האצילות‎) мир эманаций | ор хая                |
| олам Брия (ивр. עולם הבריאה‎) мир сотворения  | ор нэшама             |
| олам Йецира (ивр. עולם היצירה‎) мир создания  | ор руах               |
| олам Асия (ивр. עולם העשיה‎) мир действия     | ор нэфеш              |

Граница между мирами отдачи (Адам Кадмон, Ацилут) и получения (миры БЕА) называется парса.

## Парса
Парса — граница под сфирой малхут мира Ацилут, где заканчивается распространение «высшего света» (ор элион) от творца вниз. Свет, находящийся под парса, называется «вторичный свет» (ор толада).

## Древо сфирот
Сфирот (ספִירוֹת) — в единственном числе «сфира» (ספִירָה), впервые термин использован в «Сефер Йецира».
10 сфирот — композиция из 10 элементов, представляющих фрактальную иерархию мироздания и каждой его части. Они обозначают:
- 10 свойств творца, 10 каналов его проявления (эманаций);
- 10 имён творца;
- 10 скрытий Высшего Света, существующих, чтобы творения смогли получить этот Свет.

Десять сфирот — в Каббале 10 духовных сосудов, через которые Всевышний управляет мирами и воздействует на них. Каждая из сфирот воспринимает Божественный свет и передаёт его в изменённом виде в соответствии с качеством раскрываемым данной сфирот. Каждая сфирот обладает «индивидуальностью» и особым характером, соответствующим качествам Всевышнего. В душе человека так же есть 10 сил, соответствующих 10 сфирот, поэтому с помощью описания этих сил можно получить представление об этих 10 сфирот.
Хохма (Мудрость) — способность разума осознать сущность предмета, «схватить» главную идею явления или вещи. Хохма — более высокая ступень касательно всех остальных сфирот, обладающая способностью воспринять столь высокий уровень божественного света, который не может быть описан, детализирован или выражен с помощью наших представлений и даже посредством качеств всех других сфирот.
Бина (Знание, Понимание) — способность разума постичь строение и форму предмета, его детали и внутренние связи между ними.
Даат (Осознание) — данная сфира не является отдельной сфирой (вот почему когда первой сфирой упоминается Кетер, Даат не употребляется). Даат проявляется как способность соединения противоположностей и проявляется на двух уровнях. На низком уровне (низший Даат) это способность Даат транслировать выводы разума (Хохма и Бина) в мир эмоций (Мидот). В высшем проявлении (высший Даат) — это способность соединения Хохма и Бина.
Хесед (Доброта, Милосердие) — стремление к распространению и активному воздействию творить благо.
Гвура (Сила, Мощь) — сила ограничения или сдерживания, стремление света возвратиться к своему источнику. Так же может быть ограничением и желанием не допустить передачу избыточного влияния тем творениям, которые этого не достойны.
Тиферет (Красота) — стремление к гармоничному сочетанию качеств Хесед и Гвура при передаче воздействия.
Нецах (Победа) — целеустремлённость, стремление к реализации даже при влиянии сил противодействия со стороны более высоких уровней влияния — разума и мидот (например, победа над самим собой).
Ход (Признание, Принятие) — готовность к безоговорочному принятию и реализации более высоких уровней. В аспекте передачи воздействия это качество проявляется в желании принятия внешних обстоятельств, а также в стремлении получающего оказаться на должной высоте и стать достойным получаемого воздействия.
Йесод (Основа) — стремление к единению как со стороны получающего воздействие, так и со стороны воздействующего. Так как это качество необходимо для восприятия воздействия свыше, оно составляет основу существования всех миров.
Малхут (Царствование) — способность передавать жизненность воспринимающему, который находится на более низком уровне, нежели дающий, и оказывать на него воздействие. Это качество проявляет царь по отношению к своим подданным — он заботится о них и в то же время возвышается над ними.
Иногда в качестве первой сфирот упоминается Кетер (Корона) — источник и прообраз всех Десяти Сфирот. Согласно объяснениям Аризаля, этот уровень имеет двойственный характер: с одной стороны он представляет собой нижнюю ступень Бесконечного Света Всевышнего, с другой — является источником всех остальных девяти сфирот. Это обусловлено двумя уровнями проявления внутри самой сфиры Кетер. Первый уровень, возвышенный, известен как парцуф Атик Йомин. Второй, низший, известен как парцуф Арих Анпин (см. подробнее Парцуфим). Когда Кетер перечисляется вместе с другими сфирот, имеется в виду её низшее влияние — парцуф Арих Анпин. В таком случае Даат уже не упоминается. Первые девять сфирот — творец, причём первые три из них (Кетер, Хохма и Бина или Хохма, Бина и Даат в другом представлении) являются интеллектуальной частью, следующие 6 (Хесед, Гвура, Тиферет, Нецах, Год и Йесод) — эмоциональным проявлением качеств (либо Хесед, Гвура и Тиферет), а десятая (Малхут) — творение или физическое их воплощение (или Нецах, Ход и Иесод). Парцуф сфиры Хохма именуется так же Аба (Отец), а сфиры Бина — Има (Мать), поскольку при их взаимодействии возникает парцуф Зеир Анпин образующийся через сфиру Малхут, которая в этом случае называется Нуква (Женщина). Важным свойством сфирот является их взаимопроникновение и взаимовоздействие. Это означает, что сфира не только несёт в себе своё основное качество, но и включает в себя в потенциале качества всех остальных сфирот.

## Парцуфим
Парцуфим (ивр. פַּרצוּפיִם‎; ед.ч. ивр. פַּרצוּף‎ [парцуф] — «лик») — сфира либо сфирот (группа сфир), обладающая качествами и способностями, присущими всем прочим сфирот. К первому типу парцуфим относят: Аба (Отец), Има (Мать) и Нуква (Женщина). Второй тип — Зеир Анпин. Парцуф обладает качествами и способностями, присущими прочим сфирот, благодаря взаимопроникновению сфирот: например, парцуф Аба содержит так же качества Малхут, парцуф Зеир Анпин — качества разума Хохма и Бина и т. д. В силу этого парцуф рассматривается как объект, обладающий некоторой независимостью и способностью взаимодействовать с другими парцуфим.
Основные парцуфим:
- Атик Йомин (Ветхий днями) — высшее проявление сфиры Кетер (Корона), выражающееся в качестве нижней ступени Божественного света Всевышнего.
- Арих Анпин (букв. «Большой Лик») — включающий нижний уровень сфиры Кетер. В плане проявления это источник всех остальных 9 сфирот.
- Аба (Отец) — сфира Хохма (Мудрость).
- Има (Мать) — сфира Бина (Понимание).
- Зеир Анпин (букв. «Малый Лик») — эмоциональная производная от соединения Аба и Има (интеллект). Представляет собой 6 сфирот (эмоций), через которые проявляются в действии Хохма и Бина (интеллект): Хесед, Гвура, Тиферет, Нэцах, Ход, Йесод.
- Нуква (Женщина) — сфира Малхут (Царство).

Каждый парцуф (принцип) проявляет себя через 10 сфирот.

## Душа
Источником души в Каббале считается Бог. Душа человека состоит из 613 желаний. Она бессмертна и перерождается, пока не поднимется через все духовные ступени к своему источнику.
В книге Зоар приводится соответствие пяти имён души, упоминаемых в Торе (нефеш, руах, нешама, хая, йехида) десяти сфиротам. Пять имён души рассматриваются как пять уровней, ступеней, в сближении которых более высокие передают низким свет, корень которого в мире бесконечности (Эйн соф) и всё становится единым целым. Зоар также описывает события для каждого уровня души при рождении и смерти.

## Тора
В книге Зоар утверждается, что Тора была сотворена до создания мира, и являлась «инструкцией» по его созданию. Исходя из этого, Каббала говорит, что книга Торы содержит всю информацию о нашем мире, некоторые каббалисты ищут «скрытые коды», помогающие понять строение мира.
Каббалист Моше бен Нахман говорил, что вся Тора состоит из имён Господа, и она сама имя Господа.
Каждое слово Святого Языка (Лешон ха-Кодеш), на котором написана Тора, состоит из букв, раскрывающих причинно-следственную цепь творения, и является формулой трансформации духовного в материальное, называемой — имя творца.